# Nina Žižić
Nina Žižić (Nikšić, Montenegro; 20 de abril de 1985) é uma cantora montenegrina. Em 2013, foi escolhida, juntamente com os Who See, para representar Montenegro no Festival Eurovisão da Canção 2013  em Malmo, na Suécia, com a canção «Igranka», composta por Đorđe Miljenović e escrito por Dejan Dedović, Mario Đorđević, que concorreu na 1.ª semi-final e terminou em 12.º lugar com 41 pontos, não conseguindo passar à final. Representou novamente Montenegro no Festival Eurovisão da Canção de 2025 em Basileia, na Suíça, com a canção «Dobrodošli» mas também não foi apurada para a final.

## Carreira
Em dezembro de 2012, a Rádio e Televisão de Montenegro anunciou que os Who See iriam representar Montenegro no Festival Eurovisão da Canção de 2013, realizado em Malmo, juntamente com um “artista secreto”, que mais tarde foi revelado que seria a Nina Žižić. A sua entrada foi a canção «Igranka», a música foi apresentada na primeira semifinal a 14 de maio de 2013, mas ficou em 12.º lugar com 41 pontos, não conseguindo se classificar para a final.
Em 2021, a Nina foi membro do júri interno para selecionar a participação de Montenegro no Festival Eurovisão da Canção de 2022.
Nina participou do «Montesong 2024», a seleção nacional montenegrina para a Eurovisão de 2025, e finalizou em 2.º lugar perdendo para os Neonoen. No entanto, os Neonoen retiraram-se a 4 de dezembro de 2024 por ter apresentado anteriormente sua entrada em 2023, uma violação das regras. A 8 de dezembro de 2024, foi anunciado que Nina Žižić foi escolhida como representante de Montenegro para o festival europeu de 2025 com a canção «Dobrodošli».

## Discografia

### Singles
- 2006 – Rijeka suza
- 2006 – Potraži me
- 2007 – Strogo povjerljivo
- 2008 – Druga u meni
- 2008 – Sve što želim
- 2009 – Ja te moliti neću
- 2011 – Zabranjujem
- 2012 – Odlazi
- 2013 – Sama kriva
- 2013 – Klik (com Wikluh Sky)
- 2016 – Kiss You, Goodbye
- 2023 – Paranoican
- 2024 – Dobrodošli

Como artista convidada
- 2013 – Igranka (Who See feat. Nina Žižić)
- 2023 – Common Dreams (Dolce Hera feat. Nina Žižić)